# Arbeitskreis für Wehrforschung
Der Arbeitskreis für Wehrforschung (AfW) wurde 1954 auf Initiative ehemaliger Generäle der Wehrmacht aus der bis 1961 bestehenden deutschen Sektion der kriegsgeschichtlichen Abteilung der United States Army, die die offizielle Bezeichnung Operational History (German) Section trug, gegründet. Er ließ sich ab Oktober 1956 als Verein eintragen. Der Arbeitskreis mit Büro zunächst in Frankfurt am Main, ab 1959 in Stuttgart wurde durch das Bundesministerium der Verteidigung finanziert und diente bis Anfang der 1990er Jahre zur Erforschung von Fragen der Wehrgeschichte, insbesondere des Zweiten Weltkrieges, und der Publikation entsprechender Schriften. Er gab die Zeitschriften Wehrwissenschaftliche Rundschau und Marine-Rundschau heraus. Zudem veranstaltete er Arbeitstagungen zu aktuellen wehrtechnischen und rüstungswirtschaftlichen Themen. Ab Anfang der 1960er Jahre distanzierten sich im AfW arbeitende zivile Historiker im Rahmen ihrer Mitwirkung an Publikationen zunehmend von den Vorstellungen und Vorgaben der ehemaligen Wehrmachtsgeneräle. 1961 konnte der bis dahin einflussreiche ehemalige Generalstabschef des Heeres, Franz Halder, erstmals seinen Wunschkandidaten für den Vorsitzenden des AfW nicht mehr durchsetzen. Gegen dessen Willen wurde Vizeadmiral a. D. Friedrich Ruge zum Vorsitzenden gewählt und blieb dies bis 1971. Eine wichtige Rolle beim AfW spielte der Historiker Jürgen Rohwer, zunächst ab 1954 als Geschäftsführer, später von 1971 bis zum Ende des Arbeitskreises 1991 als dessen Vorsitzender.
In den 1960er und 1970er Jahren lobten einige Historiker in ihren Rezensionen im Rahmen des AfW veröffentlichte Arbeiten. Jüngere geschichtswissenschaftliche Darstellungen problematisieren die Nähe und personelle Verbindung des Arbeitskreises zur Operational History (German) Section. Sie kritisieren die zeitweise Übernahme einer scheinobjektiven, rein operationsgeschichtlich orientierten Perspektive, die übergeordnete Zusammenhänge ausblendete. Auf diese Weise seien die eigene Verstrickung der Generäle in die Geschichte des Krieges und die dabei verübten Verbrechen ausgeklammert worden. Stattdessen habe man sich bemüht, das deutsche Offizierskorps als unbelastet und rein professionell handelnd, als angeblich saubere Wehrmacht, darzustellen.

## Organisatorische Entwicklung, Zielsetzung, Akteure

### Gründung und Programmatik

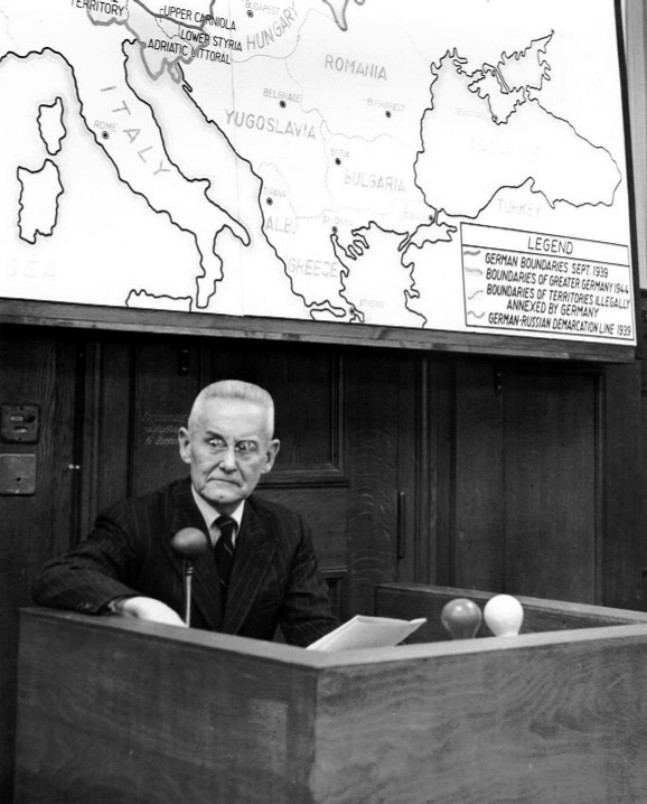
Franz Halder, 1954 bis 1961 mit maßgeblichem Einfluss beim AfW, als Zeuge der Anklage im Nürnberger Prozess gegen das Oberkommando der Wehrmacht 1948

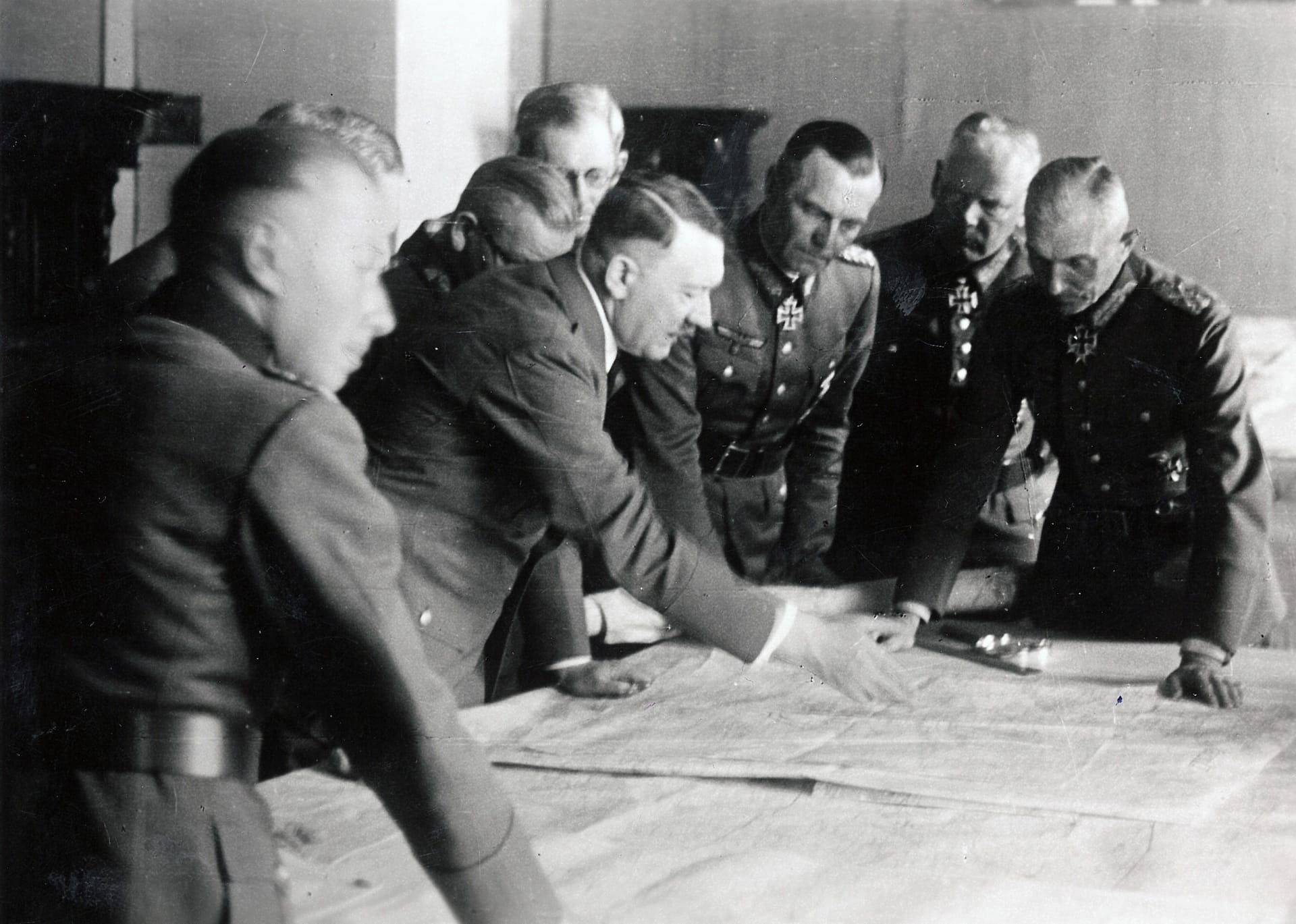
Georg von Sodenstern, der erste Vorsitzende des AfW, (hier halbverdeckt direkt hinter Adolf Hitler) bei einer Lagebesprechung im Hauptquartier der Heeresgruppe Süd in Poltawa, Juni 1942

Die Militärgeschichtsforschung rückte im Zuge der Verhandlungen um den Beitritt der Bundesrepublik Deutschland zur Europäischen Verteidigungsgemeinschaft (EVG) wieder in den Fokus des Staates. Die Gründung des Arbeitskreises für Wehrforschung (AfW) 1954 ging auf eine Initiative des ehemaligen Generals der Infanterie Georg von Sodenstern zurück, der erster Vorsitzender wurde, und war nach eigenen Angaben des Arbeitskreises eine organisatorische Maßnahme, um den Autorenkreis der im Verlag E.S. Mittler & Sohn erscheinenden Wehrwissenschaftlichen Rundschau zusammenzuschließen. Damit sollte eine „gemeinsame Diskussionsplattform für alte und junge Offiziere“ geschaffen werden mit der Zielsetzung, „eine Brücke vom Wehrgedanken zur Wissenschaft zu schlagen“. Ehemalige Offiziere wie auch zivile Wissenschaftler sollten an den Beratungen und Publikationsvorhaben teilnehmen. Ein Fachreferat im Amt Blank, welches bereits 1952 gegründet worden war, unterhielt Beziehungen zum AfW. Nachdem das Bemühen um private Förderung aus der Wirtschaft gescheitert war und auch keine wissenschaftlichen Fördermittel hatten generiert werden können, sorgte die Vermittlung der Dienststelle dafür, dass das Bundespresseamt den Arbeitskreis mit monatlichen Zuwendungen förderte, die sich Ende 1955 auf 7.500 DM beliefen. Mittels dieser Finanzierung richtete sich der AfW im April 1954 ein Büro in Frankfurt am Main mit dem Historiker Jürgen Rohwer als Geschäftsführer ein. Zudem wurden die Kosten für die Präsidiumssitzungen und der jeweils von Rohwer geleiteten Tagungen übernommen. Ab 1961 leistete das Bundesministerium der Verteidigung (BMVg) direkt die Finanzierung des Arbeitskreises.
Die Gründung des AfW ist vor dem Hintergrund der militärischen Geschichtsschreibung im Rahmen der Operational History (German) Section der Historical Division zu erklären und bedeutete deren Ausweitung in den zivilen Forschungs- und Publikationsbereich. Durch die Arbeit in dieser kriegsgeschichtlichen Sektion war die Haltung von Halders Autorenkreis durch dessen Vorgaben als Chef einer leitenden Control Group der Sektion geprägt, keine deutsche Soldaten zu „belasten“, sondern deren Tätigkeit in einem guten Licht erscheinen zu lassen. Weiterhin führte zum einen das Ausklammern der „eigene[n] Verstrickung in die zu erforschende Geschichte“, so der Historiker Bernd Wegner, zu einer interessengebundenen Geschichtspolitik.
Zum anderen implizierte das Ausblenden der Verbrechensgeschichte des Krieges und die Verengung auf die Operationsgeschichte aus Generalstabsperspektive, so der Historiker Jost Dülffer, „ein implizites Anschreiben gegen Kriegsverbrecherprozesse in den Westzonen“. Zwiespältig war die Anknüpfung des Arbeitskreises an vermeintlich historisch unbelastete Traditionen der Militärischen Gesellschaft Gerhard von Scharnhorsts auf der einen, aber auch der in der NS-Zeit wirkenden Deutschen Gesellschaft für Wehrpolitik und Wehrwissenschaften auf der anderen Seite, an deren Zeitschrift Wissen und Wehr der AfW in konzeptioneller Hinsicht mit der von ihm herausgegebenen Wehrwissenschaftlichen Rundschau anschloss.
Hinter General von Sodenstern, der den Vorsitz des AfW übernahm, stand der ehemalige Generalstabschef des Heeres, Franz Halder, der, so die Darstellung Jürgen Rohwers, vom Amt Blank bei der Gründung des Arbeitskreises um Unterstützung gebeten wurde und seinerseits von Sodenstern dafür gewann, den Vorsitz des AfW zu übernehmen. Da der Vorsitzende ein Präsidium leitete, das aus je einem Vertreter der drei Teilstreitkräfte Heer, Marine und Luftwaffe bestand, wurde er innerhalb des AfW auch als Präses bezeichnet. Halders im Rahmen seiner leitenden Tätigkeit in der deutschen Sektion der kriegsgeschichtliche Abteilung der U.S. Army gewonnener Autorenkreis schloss sich nun dem AfW an. Darunter befanden sich neben Halder selbst die folgenden ehemaligen hohen Wehrmachtsoffiziere, die zum Teil nach Gründung der Bundeswehr in die neuen Streitkräfte übernommen wurden: Günther Blumentritt, Waldemar Erfurth, Alfred Gause, Adolf Heusinger, Rudolf Hofmann, Burkhart Müller-Hillebrand, Alfred Philippi, Hellmuth Reinhardt, Ludwig Rüdt von Collenberg, Alfred Toppe, Walter Warlimont und Wilhelm Willemer. Neuer Vorsitzender des AfW wurde nach dem Tod von Sodensterns 1955 zunächst bis 1956 kommissarisch Jürgen Rohwer, ehe dann auf der Mitgliederversammlung im Oktober 1956 der ehemalige General der Infanterie Kurt von Tippelskirch zum Vorsitzenden gewählt wurde. Tippelskirch war zeitgleich Vorsitzender des Verbandes deutscher Soldaten (VdS). Die ehemaligen Heeresgeneräle blieben letztlich aus Altersgründen alle nicht lange im Amt.

### Entwicklung nach Vereinsbildung 1956

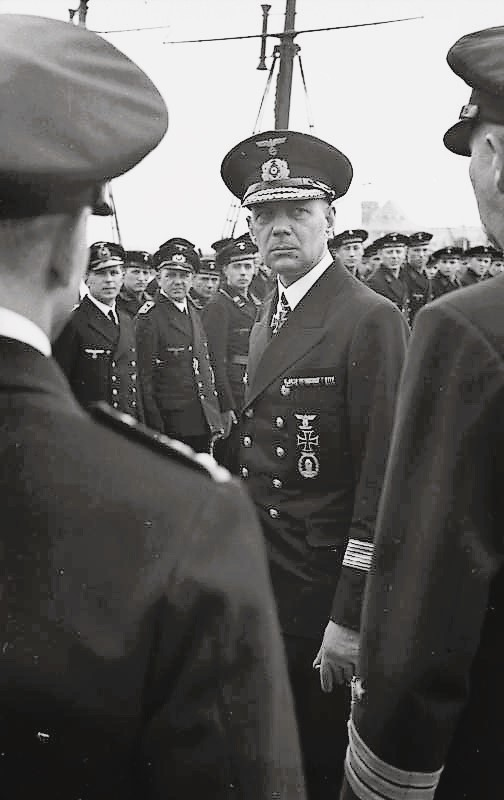
Friedrich Ruge, von 1961 bis 1971 Vorsitzender des AfW, bei der Besichtigung einer Minensuchflottille in Frankreich (1941)

1956 ließ sich der AfW als Verein registrieren. Gründungsmitglieder dieser formellen Vereinsbildung 1956 waren neben den schon erwähnten Generälen Kurt von Tippelskirch (Vorsitzender) und Alfred Toppe sowie dem Historiker Jürgen Rohwer, Generalleutnant a. D. Erich Schneider, Prof. Dr. Ing. Friedrich Seewald, General der Flieger a. D. Wilhelm Speidel, Kapitän zur See a. D. Winfried B. Hagen, Admiral a. D. Erich Förste und Konteradmiral a. D. Rolf Johannesson. Halder wurde „kein offizielles Mitglied“, hatte aber weiterhin „ein gewisses Gewicht“. Dies lag auch daran, dass der Arbeitskreis den „attraktiven Pool militärischer Studien [aus der Historical Division] für seine Publikationen nutzen wollte“. Die 1957 gegründete Arbeitsgemeinschaft für Wehrtechnik (AWT), 1967 in Deutsche Gesellschaft für Wehrtechnik e. V. umbenannt, welche die Wehrtechnischen Monatshefte herausgab, beschloss später den kooperativen Anschluss an den AfW.
Nach dem Tode des alten Präses setzten Franz Halder und Alfred Philippi 1957 die Wahl Anton Freiherr von Bechtolsheims, der zweiter Wunschkandidat war, zum Vorsitzenden durch; er hatte diese Funktion bis 1961 inne. Zuvor hatte der ehemalige Militär Friedrich von Boetticher abgelehnt, weil er nicht hinzunehmen bereit war, dass der Historiker Gerhard Ritter im Rahmen des AfW einen Vortrag hatte halten dürfen, da dieser eine kritische Arbeit über den Schlieffenplan vorgelegt hatte. 1959 zog der AfW von Frankfurt nach Stuttgart um, nachdem Rohwer die Leitung der dortigen Bibliothek für Zeitgeschichte übernommen hatte. Grund dafür war nach eigenen Angaben des AfW, „seine Forschungsarbeiten durch die nähere Verbindung mit dieser größten Spezialbibliothek auf dem Gebiet der Zeitgeschichte und neueren Wehrgeschichte vertiefen zu können“. Nachfolger von Bechtolsheims als Vorsitzender war von 1961 bis 1971 der Vizeadmiral a. D. und Inspekteur der Bundesmarine Friedrich Ruge. Dessen Wahl 1961 – im gleichen Jahr, als auch die Operational History (German) Section aufgelöst wurde – stand Halder skeptisch gegenüber, da er fürchtete, dass „junge maritim orientierte Kräfte“, die im Präsidium am Werk seien, zu stark würden. Doch obwohl Halder versuchte, beim Generalinspekteur der Bundeswehr Adolf Heusinger zu intervenieren, um seinen Kandidaten, den ehemaligen General der Infanterie Gerhard Matzky, durchzusetzen, konnte er die Wahl Ruges nicht verhindern. Rohwer selbst als nunmehriger Direktor der Bibliothek für Zeitgeschichte gab sein Amt als Geschäftsführer des AfW an seinen Nachfolger, den Historiker Gerhard Hümmelchen, ab, blieb aber bis zum Ende des AfW 1991 als Präsidiumsmitglied in führender Funktion, von 1971 an als erster „ziviler“ Präses. Zudem fungierte er von 1958 bis 1986 als Chefredakteur der auch vom AfW herausgegebenen Zeitschrift Marine-Rundschau. Diese Zeitschriften dienten als Publikationsort für „Tätigkeitsberichte“ bzw. „militärwissenschaftliche und historische Studien“, so der Historiker Winfried Mönch. Einzelne Aufsätze seien allerdings wegen der „zeitlichen und […] dienstlichen Nähe“ einiger Autoren hinsichtlich der sachlichen Aussagekraft nicht optimal.

### Internationale Kooperation und Ende 1991
Der Arbeitskreis arbeitete mit internationalen Forschungseinrichtungen wie dem International Institute for Strategic Studies in London, dem Center for Strategic and International Studies der Georgetown University in Washington, D.C., dem Institut Atlantique in Paris, dem Institut für militärstrategische Grundlagenforschung der Landesverteidigungsakademie in Wien und dem Royal United Services Institute in London zusammen.
Nachfolgeorganisation des Arbeitskreises ist das Wissenschaftliche Forum für Internationale Sicherheit (WIFIS) an der Führungsakademie der Bundeswehr (FüAkBw) in Hamburg. Aufgrund der geänderten Aufgabenzuteilung – weg von historischer und hin zu gegenwarts- und zukunftsbezogener Forschung – änderte die Mitgliederversammlung des AfW im Oktober 1991 ihren Namen entsprechend.

## Publizistik des Arbeitskreises

### Halders den AfW prägender Autorenkreis in den 1950er Jahren
Der von Franz Halder gewonnene Autorenkreis ehemaliger Wehrmachtsoffiziere hatte durch seine Tätigkeit für die kriegsgeschichtliche Abteilung der U.S. Army einen exklusiven Zugang zu den von den Amerikanern beschlagnahmten Militärakten der Wehrmacht, der zivilen Historikern erst ab Ende der 1950er Jahre schrittweise ermöglicht wurde. Dieser exklusive Zugang zu den Akten verschaffte Halder und seinem Autorenkreis Vorteile im Bemühen, eigene Deutungen zum Handeln der Wehrmacht im Krieg durchzusetzen. Hauptkriterium einer „wahrheitsgemäßen Geschichtsschreibung im Sinne des angeblich so neutralen Reichsarchivwerks der Zwanzigerjahre“ zum Handeln der Wehrmacht sollte eine streng operationsgeschichtliche Herangehensweise anhand der kompetenten Auswertung von Archivmaterial sein, das unter einer als rein professionell und unpolitischen verstandenen Generalsperspektive aufbereitet wurde. Die Verantwortung für Krieg, Verbrechen und Niederlage wurde Hitler und seinem engsten Kreis zugeschrieben und es sollte, wie Halder 1953 formulierte, „der übermenschlichen Leistung des deutschen Soldaten im letzten Weltkrieg ein literarisches Denkmal“ gesetzt werden.
Die ehemaligen Offiziere nutzten die Möglichkeit und die Erlaubnis der Amerikaner zur Publikation auch in deutschen Verlagen, um über die ab 1954 vom AfW herausgegebene Zeitschrift Wehrwissenschaftliche Rundschau ihre Sicht der Geschichtsschreibung insbesondere zum Zweiten Weltkrieg darzustellen. Laut Jost Dülffer deutete schon der Untertitel „Zeitschrift für Europäische Sicherheit“ dieser nacheinander von den ehemaligen Generälen Alfred Toppe, Georg von Sodenstern und Alfred Philipp als „Schriftleiter“ geführten Zeitschrift auf ihren Bezug zur Remilitarisierung, auch wenn sie mit ihrem Titel an die vorgebliche Tradition der von der kriegswissenschaftlichen Abteilung des Generalstabs verantworteten Militärwissenschaftlichen Rundschau anzuknüpfen versuchte. Im akademischen Betrieb der universitären Geschichtswissenschaft wurde die Wehrwissenschaftliche Rundschau ebenso wie die Zeitschrift Wehrkunde der kooperierten Arbeitsgemeinschaft für Wehrtechnik kaum wahrgenommen. Neben der Wehrwissenschaftlichen Rundschau bot die vom Muster-Schmidt-Verlag herausgegebene Reihe Studien und Dokumente zur Geschichte des Zweiten Weltkrieges entsprechende Publikationsmöglichkeiten.
Nach und nach wurden auch zivile Historiker für eine publizistische Tätigkeit im Rahmen des Arbeitskreises, insbesondere für Beiträge und Rezensionen in der wichtigsten Zeitschrift des AfW, der Wehrwissenschaftlichen Rundschau, gewonnen. Diese Zeitschrift wurde auf Betreiben Halders schon ab 1951, also drei Jahre vor Gründung des AfW, publiziert, für die – und für „gesonderte Bände“ – „etablierte“ und junge Geschichtswissenschaftler aus dem universitären Umfeld Gerhard Ritters, Percy Ernst Schramms und Egmont Zechlins gewonnen werden konnten. An erster Stelle waren das die später renommierten Wissenschaftler Hans-Adolf Jacobsen und Andreas Hillgruber, beide von Schramm promoviert, und weiterhin Klaus-Jürgen Müller sowie später Wilhelm Deist. Erstere schrieben noch in den 1950er Jahren zahlreiche Artikel (unter anderem eine „Chronik des Zweiten Weltkrieges“ von Hillgruber und Hümmelchen) und Buchbesprechungen für die Wehrwissenschaftliche Rundschau, allerdings veröffentlichten etwa Jacobsen und Hillgruber ihre Monografien beim Institut für Europäische Geschichte in Mainz. Das größte Projekt des AfW, die Edition des Kriegstagebuchs des Oberkommandos der Wehrmacht, wurde von Schramm selbst geleistet; Hillgruber übernahm einen Teilband.

### Zunehmender Widerspruch und publizistischer Einfluss ziviler Historiker nach 1960
Anfang der 1960er Jahre widersetzten sich zivile Historiker bei den Publikationsprojekten zunehmend ihren Ratgebern aus den Kreisen der ehemaligen Generäle. So wiesen die im Auftrag des AfW als Herausgeber des Sammelbandes „Entscheidungsschlachten des Zweiten Weltkrieges“ fungierenden Historiker Hans-Adolf Jacobsen und Jürgen Rohwer die Forderung des Erich von Manstein eng verbundenen ehemaligen Generalobersts der Wehrmacht Hermann Hoth nach einem größeren Mitspracherecht der Wehrmachtsgenerale bei der Darstellung des Kriegsgeschehens zurück. Hoth hatte auf einer Mitgliederversammlung des AfW im November 1960 beklagt, es werde zu wenig deutlich, dass „wir den Krieg dank Hitler“ verloren haben, zu viel über die Niederlagen der Wehrmacht geschrieben und sah die Gefahr „einer Herabsetzung der deutschen Führungskunst“. Jacobsen antworte, dass Beteiligte an Kriegsereignissen diese naturgemäß anders beurteilten als dem Aktenstudium verpflichtete jüngere Historiker. Es gelte aber diese seitens des AfW zu würdigen statt abzulehnen, sonst würden „die wenigen, die sich aus Neigung mit militärischen Problemen befassen“, sich auch anderen Themen zuwenden.
Der nachmalige Chichele Professor of the History of War Michael Howard sowie die deutschen Historiker Andreas Hillgruber, Erich Maschke und Michael Salewski rezensierten in den 1960er und 1970er Jahren Arbeiten, die im Rahmen des AfW veröffentlicht wurden, positiv. Dülffer schreibt, dass sich bei den Historikern im Gegensatz zu den Wehrmachtsoffizieren in der „Historical Division“ nun, auf „Akten gestützt, ganz andere Ansätze als Anklage und Verteidigung, ganz neue Narrative“ entwickeln konnten.

### Arbeitstagungen des AfW
Einen Schwerpunkt der Tätigkeit an der Nahtstelle von Forschung und Publizistik bildeten die Arbeitstagungen des Arbeitskreises. Dabei ging es ausschließlich um aktuelle wehrtechnische und rüstungswirtschaftliche Themen. Beginnend mit der ersten Tagung 1956 „Möglichkeiten und Grenzen der wehrwirtschaftlichen Forschung“ bis zum Tagungsthema „Moderne Technologien und ihre Konsequenzen für die Kriegführung“ 1978 wurden bis dahin 23 Tagungen in alleiniger Regie des AfW und die gleiche Zahl in Kooperation mit der „Deutschen Gesellschaft für Wehrforschung“ durchgeführt. Über diese wurde jeweils in der Wehrwissenschaftlichen Rundschau berichtet und zu einigen auch eigens Tagungsbände publiziert.
In der letzten vorliegenden Publikation des AfW, die eine im November 1990 stattgefundene internationale Arbeitstagung zum Themenkomplex „Feindbilder und Militärstrategien seit 1945“ referiert, bilanziert Jürgen Rohwer, dass dies die 69. Arbeitstagung war, die seit Bestehen des Arbeitskreises von diesem durchgeführt wurde. Gemeinsame Konferenzen fanden etwa mit der Clausewitz-Gesellschaft (die „korporatives Mitglied“ des AfW war) und der Deutschen Gesellschaft für Wehrtechnik statt. Bei den durch den Arbeitskreis ausgerichteten Veranstaltungen waren unter anderem der nachmalige Amtschef des Militärgeschichtlichen Forschungsamtes Hans Meier-Welcker (1956), der nachmalige Generalinspekteur Brigadegeneral Ulrich de Maizière und der Historiker Gerhard Ritter (1957), der Journalist Winfried Martini (1964) und der US-Historiker David Kahn (1978) als Referenten geladen.

## Herausgegebene Schriften (Auswahl)
- Der Krieg zur See 1914–1918. Teilweise hrsg. in Verbindung mit dem Bundesarchiv-Militärarchiv vom AfW durch Walther Hubatsch. Mehrbändig. Mittler, Hamburg u. a. (1964 ff.).
- Hans-Adolf Jacobsen, Jürgen Rohwer (Hrsg. im Auftrag des AfW): Entscheidungsschlachten des Zweiten Weltkrieges. Verlag für Wehrwesen Bernard & Graefe, Frankfurt am Main 1960.
- Franz Halder: Kriegstagebuch. Tägliche Aufzeichnungen des Chefs des Generalstabes des Heeres 1939–1942. Hrsg. vom Arbeitskreis für Wehrforschung, bearbeitet von Hans-Adolf Jacobsen. 3 Bände. Kohlhammer, Stuttgart 1962–1964.
- Hans-Adolf Jacobsen, Andreas Hillgruber (Hrsg. im Auftrag des AfW): Die sowjetische Geschichte des Grossen Vaterländischen Krieges 1941–1945. Verfasst von Boris Semjonowitsch Telpuchowski. Bernard & Graefe, Verlag für Wehrwesen, Frankfurt am Main 1961.
- Percy Ernst Schramm: Kriegstagebuch des Oberkommandos der Wehrmacht. 1940–1945. Geführt von Helmuth Greiner und Percy Ernst Schramm. Im Auftrag des Arbeitskreises für Wehrforschung. 4 Bände. Bernard & Graefe, Verlag für Wehrwesen, Frankfurt am Main 1961–1965.
- Wehrwissenschaftliche Rundschau (1951–1983/1990; vom AfW ab Oktober 1954 hrsg.) – bis Heft 12/1970 mit dem Untertitel Zeitschrift für europäische Sicherheit, von 1971 bis 1983 mit dem Untertitel Militärische Führungslehre, Strategie, Wehrgeschichte, Wehrrecht, Wehrwirtschaft; danach bis 1990 unter dem Titel Europäische Wehrkunde – Wehrwissenschaftliche Rundschau Verlag Europäische Wehrkunde Herford.
- Marine Rundschau. Zeitschrift für Seewesen. Mönch, Bonn (1890–1989; vom AfW ab August 1956 hrsg.).
- Studien und Dokumente zur Geschichte des Zweiten Weltkrieges. Musterschmidt, Göttingen u. a. 1957 ff.
- Jürgen Rohwer, Gerhard Hümmelchen (Hrsg. vom AfW und von der Bibliothek für Zeitgeschichte): Chronik des Seekrieges 1939–1945. Stalling, Oldenburg 1968 (als Lizenzausgabe von Stalling: Pawlak, Herrsching 1981; englische Übersetzung von Derek Masters: Chronology of the war at sea 1939–1945. 2 Bände. Ian Allan, London 1972/74).
- Detlef Bald (Hrsg. in Zusammenarbeit mit dem AfW): Militärische Verantwortung in Staat und Gesellschaft: 175 Jahre Generalstabsausbildung in Deutschland. Bernard und Graefe, Koblenz 1986, ISBN 3-7637-5834-8.
- Günther W. Gellermann: Moskau ruft Heeresgruppe Mitte… Was nicht im Wehrmachtbericht stand – die Einsätze des geheimen Kampfgeschwaders 200 im Zweiten Weltkrieg. Bernard und Graefe, Bonn 1988, ISBN 3-7637-5856-9.
- Péter Gosztonyi: Stalins fremde Heere. Das Schicksal der nichtsowjetischen Truppen im Rahmen der Roten Armee 1941–1945. Bernard und Graefe, Bonn 1991, ISBN 3-7637-5889-5.
- Jürgen Rohwer (Hrsg.): Feindbilder und Militärstrategien seit 1945. Referate einer Tagung des Arbeitskreises für Wehrforschung in Bonn-Bad Godesberg am 28. und 29. November 1990. Edition Temmen, Bremen 1992, ISBN 3-926958-97-9.